# Motherwell (Écosse)
Pour les articles homonymes, voir Motherwell.
Motherwell (Tobar na Màthar en gaélique écossais (gd), Mitherwill en scots (sco)) est un ancien burgh et la capitale administrative du council area du North Lanarkshire, en Écosse, situé au sud-est de Glasgow.

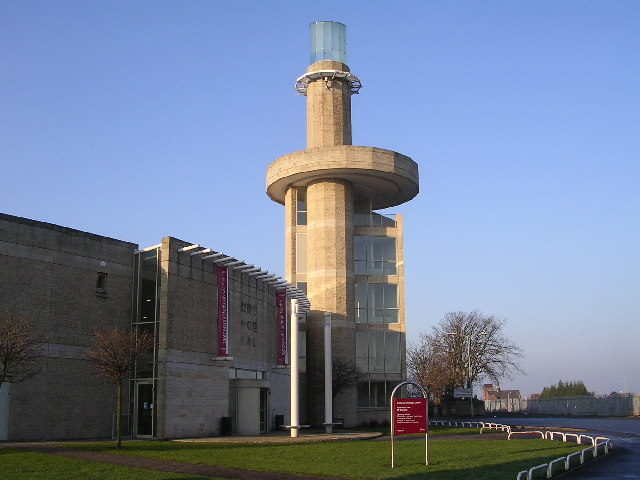
Le North Lanarkshire Heritage Centre, archives et documents du North Lanarkshire.

## Généralités
La ville a été un burgh de 1865 à sa réunion avec le burgh de Wishaw en 1920, date à laquelle elle accéda au statut de ville. Elle est située dans la région de lieutenance et ancien comté du Lanarkshire. De 1975 à 1996, elle était la capitale administrative du district de Motherwell, au sein de la région du Strathclyde. 
Motherwell est connue pour avoir été la capitale de la production de l'acier en Écosse, prenant même le surnom de Steelopolis (steel signifiant acier en anglais), son panorama étant toujours dominé par le château d'eau et les trois tours de refroidissement de la société Ravenscraig (en), fermée en 1922. Cette fermeture marqua quasiment la fin de la production d'acier en Écosse et plongea la région et la ville dans un marasme économique avec un taux de chômage très élevé. Depuis la fin du XXe siècle, la situation s'améliore avec l'installation dans la région de nombreux centres d'appel et parcs de bureaux, stoppant le marasme lié au déclin de l'industrie lourde. Un des plus grands employeurs de la ville est le fabricant de whisky William Grant & Sons.
C'est à Motherwell que se trouvent installés le conseil du comté du North Lanarkshire (qui est une des subdivisions de l'Écosse les plus peuplées) et le centre de police régional (le Strathclyde Police), couvrant une population de 327 000 habitants.

## Transports

### Chemin de fer
Motherwell compte deux gares, la principale étant située sur la ligne West Coast Main Line, reliant Londres à Glasgow.

### Réseau routier
Motherwell est situé sur le parcours de la Motorway (autoroute) M74 reliant Glasgow à Gretna et continuant ensuite en Angleterre sous le nom de M6 et de la M8, reliant Édimbourg à Glasgow (et même Greenock et qui dessert l'aéroport international de Glasgow, situé à une trentaine de kilomètres de Motherwell.

### Réseau de bus
Un nombre important de lignes desservent Motherwell permettant de la relier aux villes importantes de la région, dont Glasgow. Les trois hôpitaux du comté sont aussi accessibles depuis le centre-ville de Motherwell par bus.

## Éducation

### Écoles primaires
Il y a dix écoles primaires à Motherwell.

### Enseignement secondaire
Plusieurs établissements d'enseignement secondaire se trouvent à Motherwell.
La Dalziel High School accueille environ 1 000 élèves, alors que la Braidhurst High School n'en accueille que 500, faisant de lui un des plus petits établissements secondaires du comté.
L'établissement privé Our Lady's High School d'obédience catholique romaine est un établissement réputé, qui a eu pour élèves le footballeur et entraîneur Matt Busby et le footballeur Stephen Pearson.
D'autres établissements existent dans la zone urbaine de la ville.

## Sport

### Football
Motherwell est connue mondialement pour héberger le Motherwell Football Club, créé en 1886 dont les joueurs furent surnommés les Steelmen en référence à l'activité industrielle de la ville. Le club a déjà été champion d'Écosse et a aussi remporté les deux coupes nationales, la Coupe d'Écosse et la Coupe de la Ligue, et participe régulièrement à des Coupes d'Europe.

### Speedway
Motherwell accueille régulièrement des compétitions motocyclistes de speedway.

### Rugby
Le Dalziel Rugby Club est domicilié dans plusieurs villes de la région dont Motherwell.

## Loisirs
Le Strathclyde Park, un parc arboré situé en partie sur le territoire de Motherwell, offre une destination appréciée des habitants de la région, avec notamment son lac artificiel, le Strathclyde Loch, qui accueille nombre de pêcheurs. Beaucoup d'ornithologues, amateurs ou plus chevronnés, aiment à se retrouver aussi dans le parc pour observer et étudier les oiseaux. Mais la principale activité du parc reste le repos à l'ombre des arbres ou encore les pique-niques lors de la belle saison. Le parc accueille aussi régulièrement des fêtes, concerts, évènements en extérieurs. Les Jeux du Commonwealth 2014, qui se tiendront à Glasgow, auront leur épreuve de triathlon tenue dans le  Strathclyde Park.
Situé juste à côté du Strathclyde Park, sur le territoire strict de Motherwell, se trouve M&Ds, le plus grand parc d'attractions d'Écosse.

## Documentaire
- Le documentaire À se brûler les ailes, sorti en 2019, a été entièrement tourné à Motherwell.

## Personnalités originaires de Motherwell
- Katie Leung (1987-), actrice.
- Tommy Gemmell (1943-2017), footballeur.
- Andy Thomson, footballeur.
- Doogie White (1960-), musicien.
- Ian St. John (1938-2021), footballeur.

## Jumelages
La ville est jumelée avec :
- Schweinfurt (Allemagne)